# Сан Каталдо (Лече)
Сан Каталдо (итал. San Cataldo) је насеље у Италији у округу Лече, региону Апулија.
Према процени из 2011. у насељу је живело 365 становника. Насеље се налази на надморској висини од 2 м.